# Villedieu (Cantal)
Villedieu è un comune francese di 557 abitanti situato nel dipartimento del Cantal nella regione dell'Alvernia-Rodano-Alpi. Il centro abitato è attraversato dal 45º Parallelo, la linea equidistante fra il Polo Nord e l'Equatore.

## Società

### Evoluzione demografica
Abitanti censiti